# 下湖 (加利福尼亞州)
下湖（英語：Lower Lake）是位於美國加利福尼亞州萊克縣的一個人口普查指定地區。

## 地理
下湖的座標為38°54′38″N 122°36′37″W / 38.91056°N 122.61028°W，而該地最高點為海拔高度418米（即1371英尺）。

## 人口
根據2010年美國人口普查的數據，下湖的面積為6.971平方千米，當中陸地面積為6.907平方千米，而水域面積為0.064平方千米。當地共有人口1294人，而人口密度為每平方千米185人。